# Organisation administrative du royaume de Piémont-Sardaigne
Le 10 novembre 1818, Victor-Emmanuel Ier de Piémont-Sardaigne publie un édit qui supprime l'organisation territoriale que le Premier Empire français a instauré dans ses États de terre-ferme. La Sardaigne qui n'a jamais été occupée par les Français n'est pas concernée et son organisation reste inchangée.

## Les entités administratives

### La division
La division est une unité dans le cadre de laquelle s'exerce l'autorité administrative et militaire. Chaque division a un gouverneur et un intendant général, et dépend du point de vue de l'administration de la justice d'un sénat. Chaque division est composée d'un nombre déterminé de provinces.

### Les sénats
Le royaume possède quatre sénats dont chacun a compétence sur des divisions déterminées :
- Le Sénat de Savoie.
- Le Sénat de Piémont.
- Le Sénat de Nice.
- Le Sénat de Gênes.

|                       | Sénat de Savoie | Sénat de Piémont | Sénat de Nice | Sénat de Gênes |
| --------------------- | --------------- | ---------------- | ------------- | -------------- |
| Division de Savoie    | X               |                  |               |                |
| Division de Turin     |                 | X                |               |                |
| Division de Coni      |                 | X                |               |                |
| Division d'Alexandrie |                 | X                |               |                |
| Division de Novare    |                 | X                |               |                |
| Division d'Aoste      |                 | X                |               |                |
| Division de Nice      |                 |                  | X             |                |
| Division de Gênes     |                 |                  |               | X              |

Charles-Albert crée par un édit publié le 19 septembre 1837, un nouveau sénat à Casale Monferrato. La répartition des compétences devient alors la suivante :
|                       | Sénat de Savoie | Sénat de Piémont | Sénat de Nice | Sénat de Gênes | Sénat de Casale |
| --------------------- | --------------- | ---------------- | ------------- | -------------- | --------------- |
| Division de Savoie    | X               |                  |               |                |                 |
| Division de Turin     |                 | X                |               |                |                 |
| Division de Coni      |                 | X                |               |                |                 |
| Division d'Alexandrie |                 |                  |               |                | X               |
| Division de Novare    |                 |                  |               |                | X               |
| Division d'Aoste      |                 | X                |               |                |                 |
| Division de Nice      |                 |                  | X             |                |                 |
| Division de Gênes     |                 |                  |               | X              |                 |

### La province
La province constitue une unité dans laquelle s'exercent les autorités administrative, militaire et judiciaire. Chaque province a un intendant (et parfois un vice-intendant), un commandant militaire, un juge-mage et un conseil de justice. Chaque province est composée d'un nombre déterminé de mandements.

### Le mandement
Le mandement est une unité dont les compétences s'exercent du point de vue financier et fiscal, militaire et judiciaire. Chaque mandement a son propre percepteur des contributions et son propre juge. Le mandement est composé d'un nombre déterminé de communes qui concourent de manière solidaire et indivisible pour fournir le contingent qui est exigé du mandement par les lois de levée militaire.

### La commune
La commune constitue l'unité territoriale de base. L'édit du 10 novembre 1818 ne définit ni son organisation, ni ses attributions.

## La carte administrative

### Division de Savoie
La division de Savoie, correspondant au duché de Savoie, est composée de huit provinces. La ville chef-lieu de la division est Chambéry. La division provinciale se fait de la manière suivante :
| Province      | Chef-lieu                               |
| ------------- | --------------------------------------- |
| Savoie Propre | Chambéry                                |
| Haute-Savoie  | Conflans et L'Hôpital, puis Albertville |
| Carouge       | Saint-Julien-en-Genevois                |
| Chablais      | Thonon                                  |
| Faucigny      | Bonneville                              |
| Genevois      | Annecy                                  |
| Maurienne     | Saint-Jean-de-Maurienne                 |
| Tarentaise    | Moûtiers                                |